# Szamira
A Szamira (angolul: Samira, perzsául: سمیرا, arabul: سميرة) arab és szanszkrit származású női név , az arab [Számíráh kiejtésű] سميرة szó származéka, aminek a jelentése: aki éjszakán mond legendát, a szanszkrit nyelven pedig a forró nyári napon a hűvös szelet jelenti. Számira a Szemiramisz névnek az első része, a görög forrású Sammuramat, amely a tenger ajándékát jelenti. A görög források Sammuramat asszír királynővel való azonosságát valószínűsítik. Maga a mítosz a babiloni, szíriai és görög mítoszok teljes keveréke.

## Gyakorisága
Az 1990-es években szórványos név, a 2000-es években nem szerepel a 100 leggyakoribb női név között.

## Névnapok
Ajánlott névnap
- február 26.,[2] szökőévekben február 27.
- október 26.[2]